# Caltabellotta
Caltabellotta é uma comuna italiana da região da Sicília, província de Agrigento, com cerca de 4.485 habitantes. Estende-se por uma área de 123 km², tendo uma densidade populacional de 36 hab/km². Faz fronteira com Bisacquino (PA), Burgio, Calamonaci, Chiusa Sclafani (PA), Giuliana (PA), Ribera, Sambuca di Sicilia, Sciacca, Villafranca Sicula.

## Demografia
| Variação demográfica do município entre 1861 e 2011                               |
|                                                                                   |
| Fonte: Istituto Nazionale di Statistica (ISTAT) - Elaboração gráfica da Wikipedia |